# Episodi de Il giudice Mastrangelo (seconda stagione)
La seconda stagione della serie televisiva Il giudice Mastrangelo, dal titolo Il giudice Mastrangelo 2, andò in onda in prima visione su Canale 5 nel 2007, con la regia di Enrico Oldoini. Fra i protagonisti Diego Abatantuono, Amanda Sandrelli, Antonio Catania, Vittoria Piancastelli, e le new entry Alessia Marcuzzi e Fabio Fulco.
| nº | Titolo                    | Prima TV Italia |
| -- | ------------------------- | --------------- |
| 1  | Ombre sulla procura       | 4 maggio 2007   |
| 2  | Belle maniere con delitto | 11 maggio 2007  |
| 3  | Delitto sul mare          | 17 maggio 2007  |
| 4  | La settimana santa        | 18 maggio 2007  |

## Ombre sulla procura
Mentre fervono i preparativi per il matrimonio fra Diego Mastrangelo (Diego Abatantuono) e Federica Denza (Amanda Sandrelli), una disgrazia sconvolge la procura di Lecce: il procuratore Di Cesare (Luigi Maria Burruano), è stato assassinato. Oltre al complicato caso da risolvere, per Mastrangelo c'è anche la venuta da Potenza del nuovo sostituto procuratore Claudia Nicolai (Alessia Marcuzzi), una sua vecchia conoscenza, che incrinerà e non poco gli equilibri della sua relazione con Federica.

## Belle maniere con delitto
Dopo il mancato matrimonio con Federica e la partenza di quest'ultima per gli Stati Uniti, Mastrangelo si butta a capofitto sul lavoro, ma il caso con cui ha a che fare, la morte di un facoltoso giovane sulla spiaggia, riguarda molto da vicino il cognato Gerardo (Dino Abbrescia), che viene accusato di omicidio. Intanto arriva il nuovo commissario che sostituisce il commissario Denza: è il commissario Parsani (Fabio Fulco), il marito di Claudia.

## Delitto sul mare
Alla procura, arriva una donna che dice di aver ricevuto lettere anonime e minacce di morte: il giudice Mastrangelo, insieme alla sua squadra, accetta di soggiornare nell'albergo dove lavora la signora, che nel frattempo si scopre esserne la proprietaria. Durante un sopralluogo in barca, viene commesso un omicidio e il giudice, sempre insieme ai suoi collaboratori, inizierà le indagini che lo porteranno a scoprire una torbida verità.

## La settimana santa
Durante le tradizionali celebrazioni della Settimana Santa il rapimento di un noto chirurgo, il dottor Amandonico, e un caso di omicidio richiamano prontamente in azione Mastrangelo. Le indagini si riveleranno più complesse del previsto, ma grazie alla dottoressa Nicolai sarà svelato il misterioso intreccio che lega gli eventi.
Durante le indagini e alla fine delle medesime, accadranno molte cose: la sorella di Mastrangelo, Cristiana, tornerà insieme al marito Gerardo, che nel frattempo viene lasciato dalla psicologa del carcere; Palmieri, ha una relazione con la Finzi; la dottoressa Nicolai, nonostante l'ultimo tentativo disperato del suo ex marito, lo molla definitivamente perché scopre di essere innamorata del giudice Mastrangelo; il giudice Mastrangelo, assieme a Uelino, parte in barca direzione Lampedusa, lasciando a terra la stessa Nicolai, che, nonostante ciò, non si dà per vinta e cercherà di conquistarlo.